# Batalla de Cavite
La batalla de Cavite va ser un combat entre forces navals nord-americanes i espanyoles ocorregut l'1 de maig de 1898 a la badia de Manila en el context de la Guerra hispano-estatunidenca.

## Preparatius nord-americans
Deu dies després de l'explosió del cuirassat USS Maine (15 de febrer de 1898), el comodor Dewey, al capdavant de l'Esquadró Asiàtic a Yokohama, va rebre l'ordre de dirigir-se a Hong Kong i allí preparar-se per atacar Filipines en cas d'esclatar la guerra amb Espanya. A Shanghái hi va deixar l'envellit vaixell de fusta Monocacy i es va dirigir tot seguit cap a Hong Kong, on va reunir els seus vaixells, 4 creuers protegits, Olympia, Raleigh, Boston i Concord i el canoner Petrer.
Hi va arribar el 2 de març, instruint les seues tripulacions, sortint de la badia de Hong Kong a fer pràctiques de tir cada pocs dies. Al mes d'abril, va adquirir dos mercants, el Nanshan i el Safir, amb carbó i altres pertrets, i va incorporar l'embarcació d'avís MacCulloch, armada amb canons lleugers i pertanyent al Departament del Tresor dels Estats Units. A més, va reparar, pintar i posar a punt tots els seus vaixells a les drassanes de Hong Kong.
El 22 d'abril hi arribà un reforç substancial amb recanvi de municions per a la resta de l'esquadra, el creuer protegit Baltimore. El mateix dia es rebia el telegrama ordenant que estigués llest per salpar immediatament, ja que la guerra era imminent.
L'endemà va esclatar la guerra, tenint 48 hores de termini per a abandonar Hong Kong segons les lleis de neutralitat britànica. L'esquadra de Dewey va sortir de Hong Kong el 25 d'abril i es va dirigir cap a la veïna badia de Mirs, on va completar el seu allistament durant dos dies mes, rebent notícies del Consolat nord-americà sobre els preparatius espanyols fins que, el 27 d'abril, va salpar cap a les Filipines.

## Preparatius espanyols
Les forces navals de l'Apostadero es reduïen a dos creuers de més de tres mil tones, el Reina Cristina i el Castella -aquest últim, amb casc de fusta- i 5 creuers de mil tones. No obstant això, el creuer Velasco i l'Ulloa tenien les seues màquines inutilitzables.També hi havien tres canoners de 500 t amb algunes peces de calibre mitjà, dels quals un estava malmès i un altre patrullant pel sud de les Filipines. Altrament, cal considerar alguns transports de guerra, canoners i llanxes guardacostes, tots armats amb canons lleugers, no aptes per al combat.
A causa d'això, el contraalmirall Patricio Montojo y Pasarón va demanar vaixells, canons de costa i mines a Madrid, petició a la qual es va decidir atendre massa tard enviar per ser utilitzades en combat. L'exèrcit disposava d'algunes peces d'artilleria: 4 obusos de 240 mm i 6 canons de 150 mm, que malgrat estar desfasats podien causar algun dany a l'esquadra de Dewey, a més de canons i obusos d'avantcàrrega, d'escàs poder militar. Per altra banda, l'armada espanyola disposava d'una desena de canons de retrocàrrega, procedent de vaixells inutilitzats o donats de baixa a les Filipines, de 160 a 120 mm, que també podrien causar danys, a més de canons d'avantcàrrega. També disposava de 14 mines de funcionament elèctric.
Mentre el Capità General de les Filipines, Fernando Primo de Rivera y Sobremonte, era partidari de defensar Manila costés el que costés, el contraalmirall Montojo considerava que la ciutat podia patir nombroses pèrdues materials i humanes exposant-se a un bombardeig, i preferia batre's a Súbic, badia d'excel·lents condicions de defensa. Ordenà que s'instal·lessin a Subic totes les mines i 4 dels 6 canons de 150 mm de l'Exèrcit. Les altres dues s'instal·larien al costat de l'arsenal de Cavite. La resta de l'artilleria la va repartir entre Manila -4 obusos de 240 mm i una trentena de peces d'avantcàrrega- i les illes de Corregidor, Fraile i Caballo, a l'entrada de la badia de Manila amb els canons de l'Armada. A Manila es van fabricar, de forma improvisada i artesana, més de vint mines addicionals que es van situar enfront de la ciutat i al costat de Cavite. Montojo va decidir no fer per la seua banda pràctiques de tir a causa de la seua escassetat de municions. El 12 d'abril el General Basilio Augustín y Dávila, que no tenia experiència a l'arxipèlag, substituïa com a Capità General de les Filipines a Primo de Rivera.
El 25 d'abril es va tenir notícia de que l'esquadra de Dewey havia salpat de Hong Kong. Montojo va salpar amb la seua flota cap a Subic. Allí no s'havien completat les obres, per negligència o mala voluntat. A l'entrada de la badia es va avariar el creuer Castilla, que hagué de ser remolcat. Per tot això, Montojo va decidir que presentaria batalla a Cavite, ja que ni ell mateix, ni tampoc el nou capità general, volien veure Manila exposada a un bombardeig. Va fondejar al costat de l'arsenal el 30 d'abril, quan Dewey ja havia arribat a les costes filipines.

## Flotes enfrontades

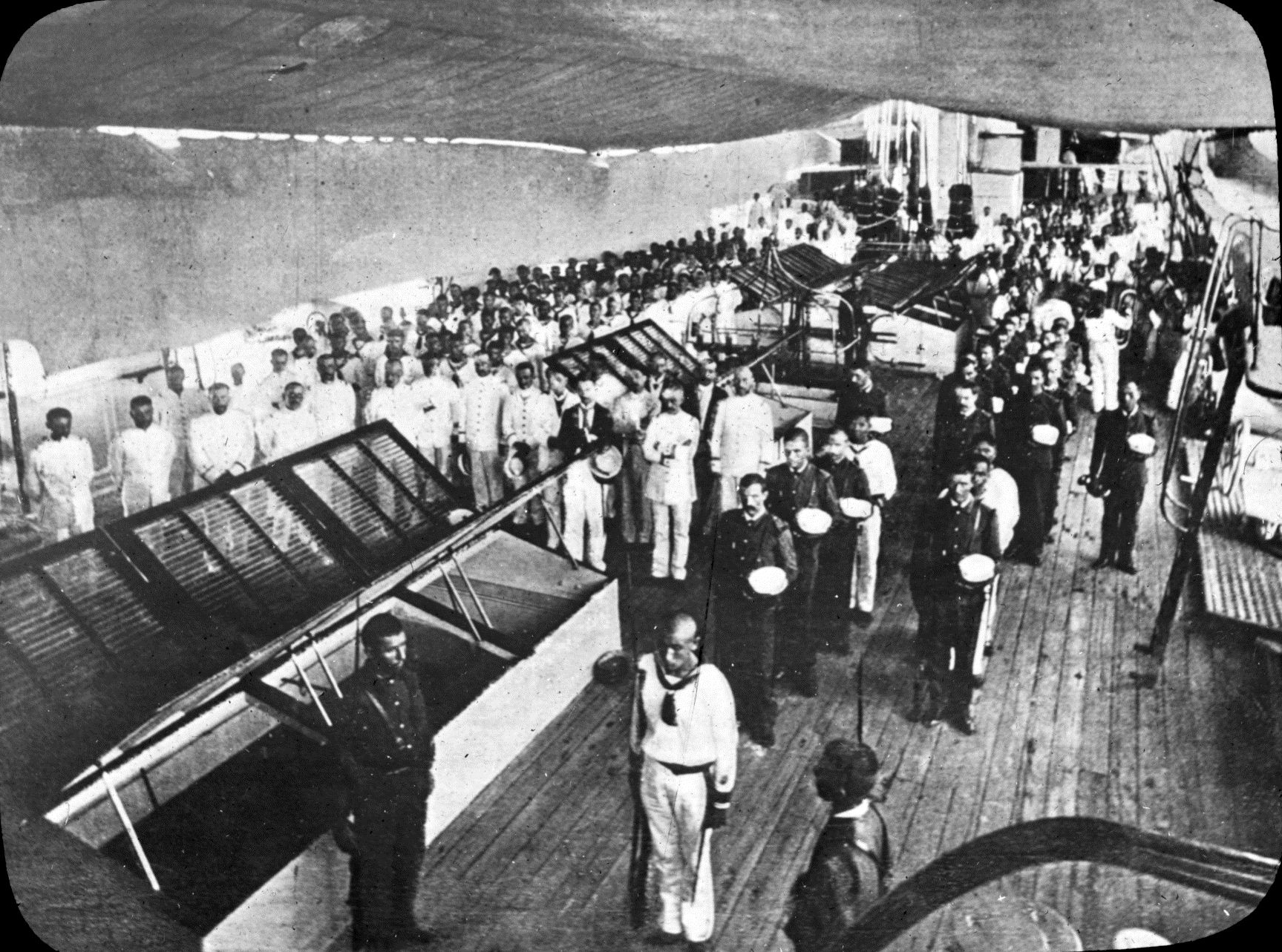
Tripulació del Reina Cristina abans de la batalla.

### Flota espanyola
Comandant el contraalmirall Patricio Montojo y Pasarón amb el seu vaixell almirall, el Reina Cristina.
- El creuer de primera classe Reina Cristina de 3520 t, amb 6 canons de 160 mm Hontoria i 2 tubs llançatorpedos.
- El creuer de fusta Castilla de 3342 t, amb 4 canons de 152 mm i 2 de 120 mm (Armstrong). Sense capacitat de moviment.
- Els creuers de segona classe Isla de Cuba i Isla de Luzón de 1045 t amb coberta protectora i 4 canons Hontoria de 120 mm.
- Els creuers de segona classe Don Antonio de Ulloa i El Juan d'Àustria de 1150 tones, 4 canons Hontoria de 120 mm (encara que a l'Ulloa se li havien desmuntat els 2 d'una banda) i 2 tubs llançatorpedos cadascun, ja que estava sense capacitat de moviment.
- El canoner Marquès del Duero de 500 t i 1 canó Hontoria de 120 mm.

Aplegava en total 27 canons amb calibres compresos entre els 160 mm i els 120 mm.

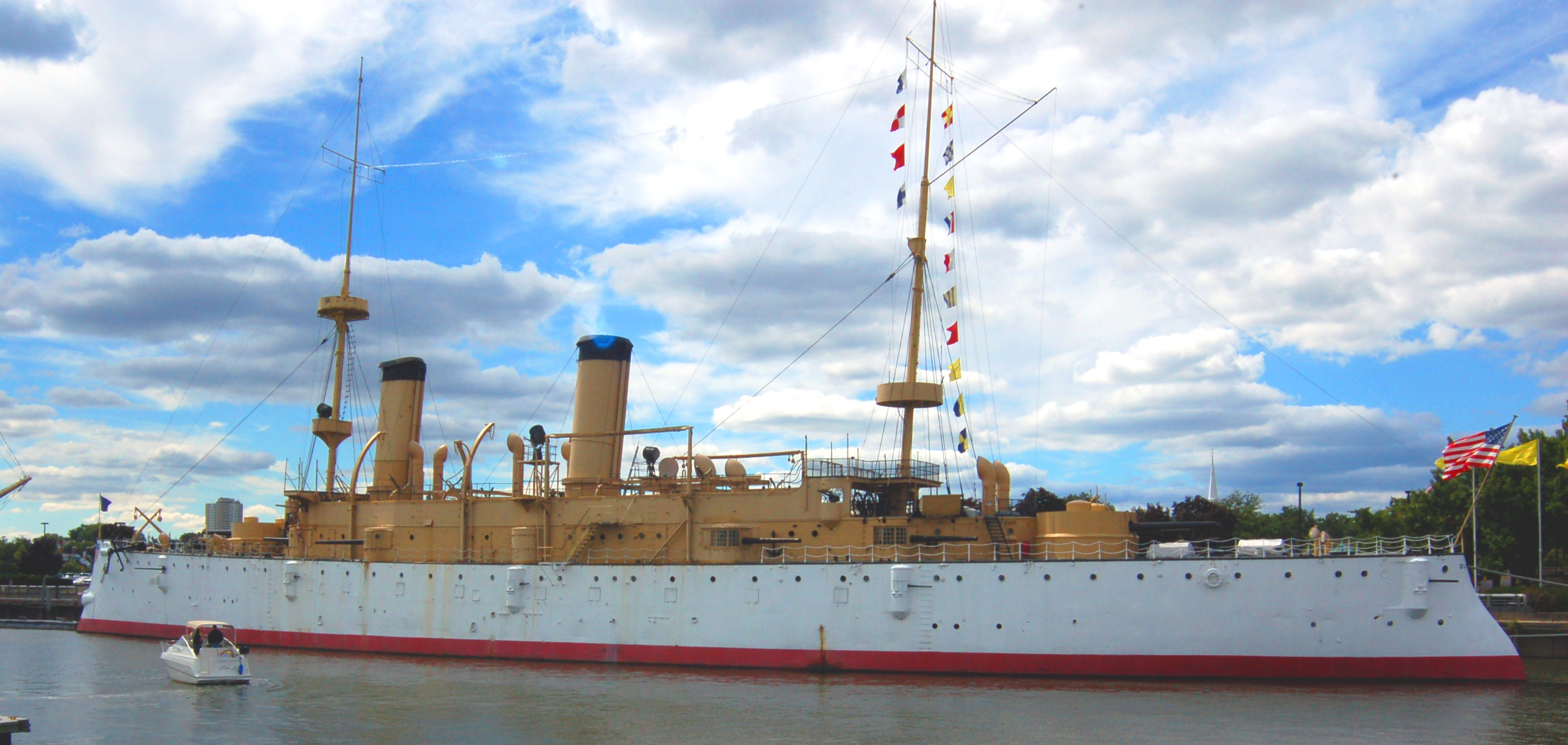
El creuer protegit estatunidenc USS Olympia, l'únic que es conserva en l'actualitat d'aquest conflicte

### Flota nord-americana
Al comandament, el Comodor George Dewey.
- El seu vaixell almirall USS Olympia (C-6) de 5870 t, amb blindatge de 120 mm, 4 canons de 203 mm i 10 de 127 mm.
- Els creuers protegits USS Baltimore (C-3) de 4413 t, USS Raleigh (C-8) de 3640 t i l'USS Boston de 3189 t
- El classificat com a canoner, però de fet amb coberta protectora, USS Concord (PG-3) de 1710 t
- El canoner USS Petrer (PG-2) de 892 t

Aplegava en total 10 canons de 203 mm, 23 de 152 mm i 20 de 127 mm, la meitat d'ells de tir ràpid.

## El combat

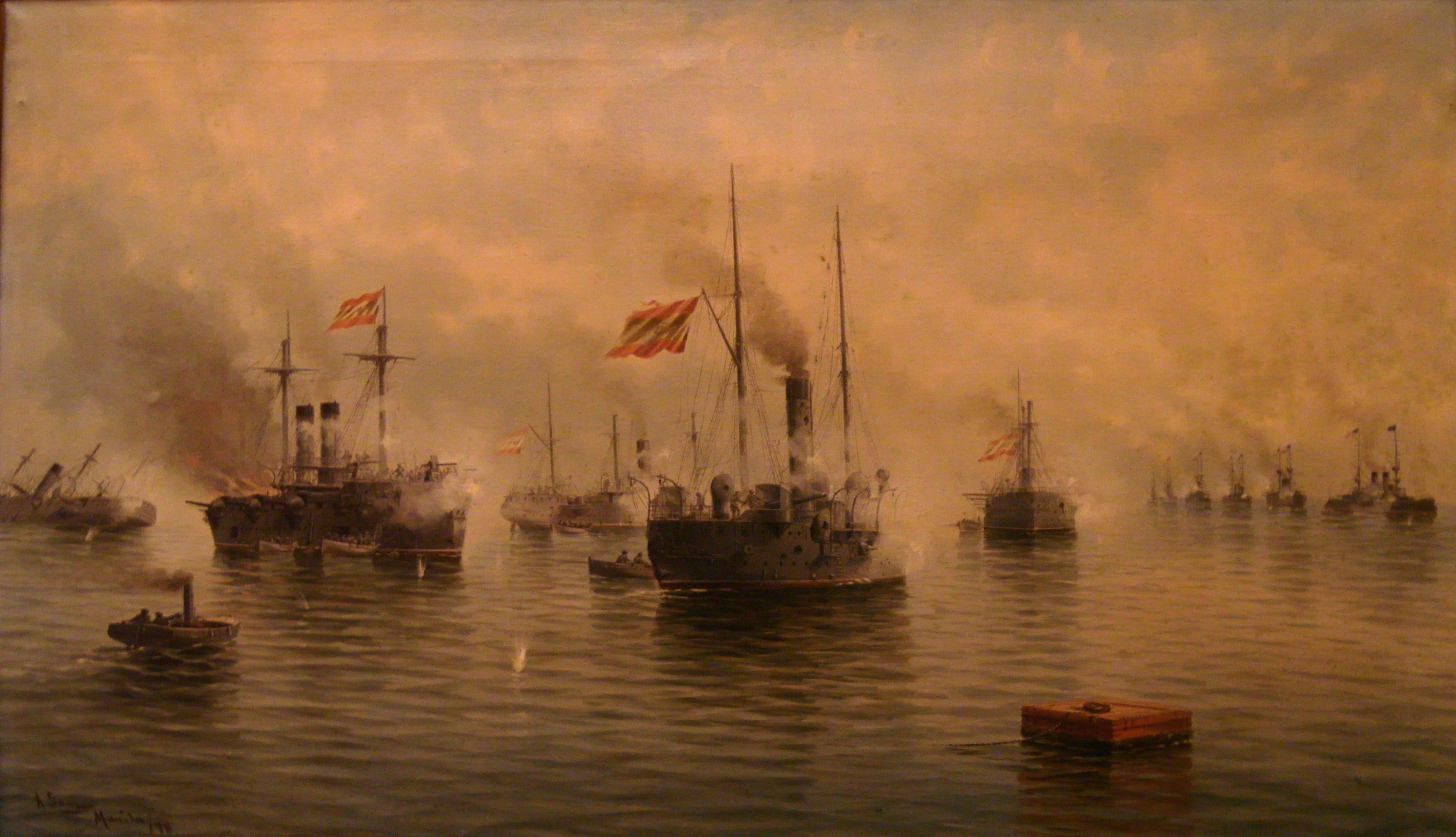
Escena de la batalla amb els bucs espanyols en primer pla i la línia nord-americana a la dreta. Quadre d'Ildefons Sanz Doménech.

L'esquadra de Dewey arribà la nit del 30 d'abril a Subic. En no trobar-hi Montojo, va entrar a la badia de Manila sense que els canons de l'entrada fessin amb prou feines un parell de trets contra ell, sense cap efecte, i va arribar davant la ciutat. En no veure-hi l'esquadra espanyola, es va dirigir cap a Cavite, on la trobà bastant agrupada el matí de l'1 de maig.
Els espanyols van obrir foc quan els nord-americans estaven encara a més de sis quilòmetres, massa lluny per a poder fer blanc amb els mitjans de l'època. Els nord-americans van esperar a trobar-se a uns 4 km per a respondre. Eren tres quarts de sis del matí.L'esquadra americana va fer diverses passades en filera, disparant d'una banda a l'altra, mentre els bucs espanyols, gairebé o del tot aturats, els responien. Els americans van disparar nou vegades més projectils que els vaixells espanyols, a causa dels seus canons de tir ràpid. Veient que no aconseguia res, Montojo es va llançar amb la seua nau insígnia Cristina i el vaixell Juan de Austria armats de tubs llançatorpedes, per a intentar torpedejar el vaixell almirall de Dewey. Una pluja de projectils va detenir l'atac, avariant greument el creuer insígnia de Montojo, i forçant la retirada cap a la línia espanyola. Els americans van prosseguir amb el seu foc ja a uns 2 quilòmetres entre les dues esquadres. A conseqüència d'això, els creuers espanyols majors, el Reina Cristina i el Castilla resultaren incendiats. Havien patit danys considerables també l'Ulloa i el Marquès del Duero. Montojo va traslladar el seu vaixell insígnia a l'Illa de Cuba.
A les 7:35 hores, Dewey rebia una nota borrosa que semblava dir que només quedaven 15 projectils per canó de 127 mm en el seu vaixell almirall, l'Olympia, per la qual cosa va decidir retirar-se, sense deixar de disparar en el procés, amb tota l'esquadra a la badia de Pampanga, on li esperaven el McCulloch i els transports Nanshan i Safir.

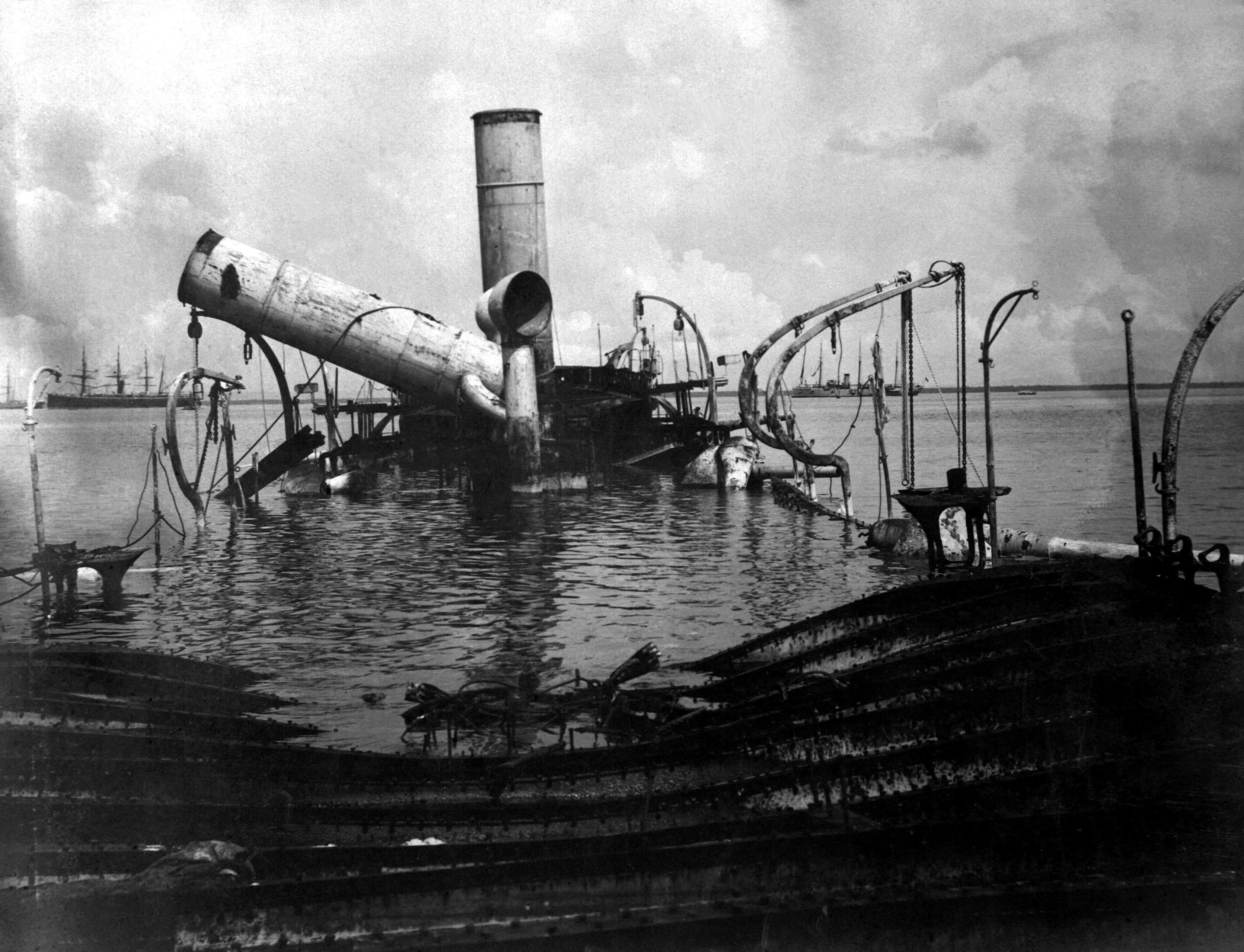
El Reina Cristina després de la batalla naval de Cavite de 1898.

Mentrestant, Montojo ordenà abandonar els incendiats Cristina i Castilla. En el procés, va morir encertat per un projectil enemic el comandant del Cristina, Luis Cadarso y Rey. Montojo va desembarcar a Cavite per guarir-se d'una contusió en la cama. Allí va ser felicitat pel comandant de l'Arsenal, Enrique Sostoa Ibáñez, per haver rebutjat l'atac nord-americà. Montojo li replicà que estava vençut i li encarregà, si Dewey hi tornava, varar els bucs i desembarcar les tripulacions, mentre ell mateix marxava a Manila.
Dewey va transbordar carbó i municions dels seus transports. Llavors es va comprovar que la nota anterior era un error, i que només s'havien disparat 15 projectils per canó de 127 mm. No obstant això, Dewey va decidir esperar a què es dispersés el fum del combat per veure com havia quedat l'esquadra espanyola. Els incendiats Cristina i Castella, abandonats els seus incendis, van esclatar. En sentir les explosions, Dewey hi va tornar, disparant sobre els bucs que estaven sent encallats, contra els inútils i sense tripulació Velasco i Lezo, esclatant aquest últim per la pólvora que tenia a bord, i també sobre l'arsenal de Cavite.

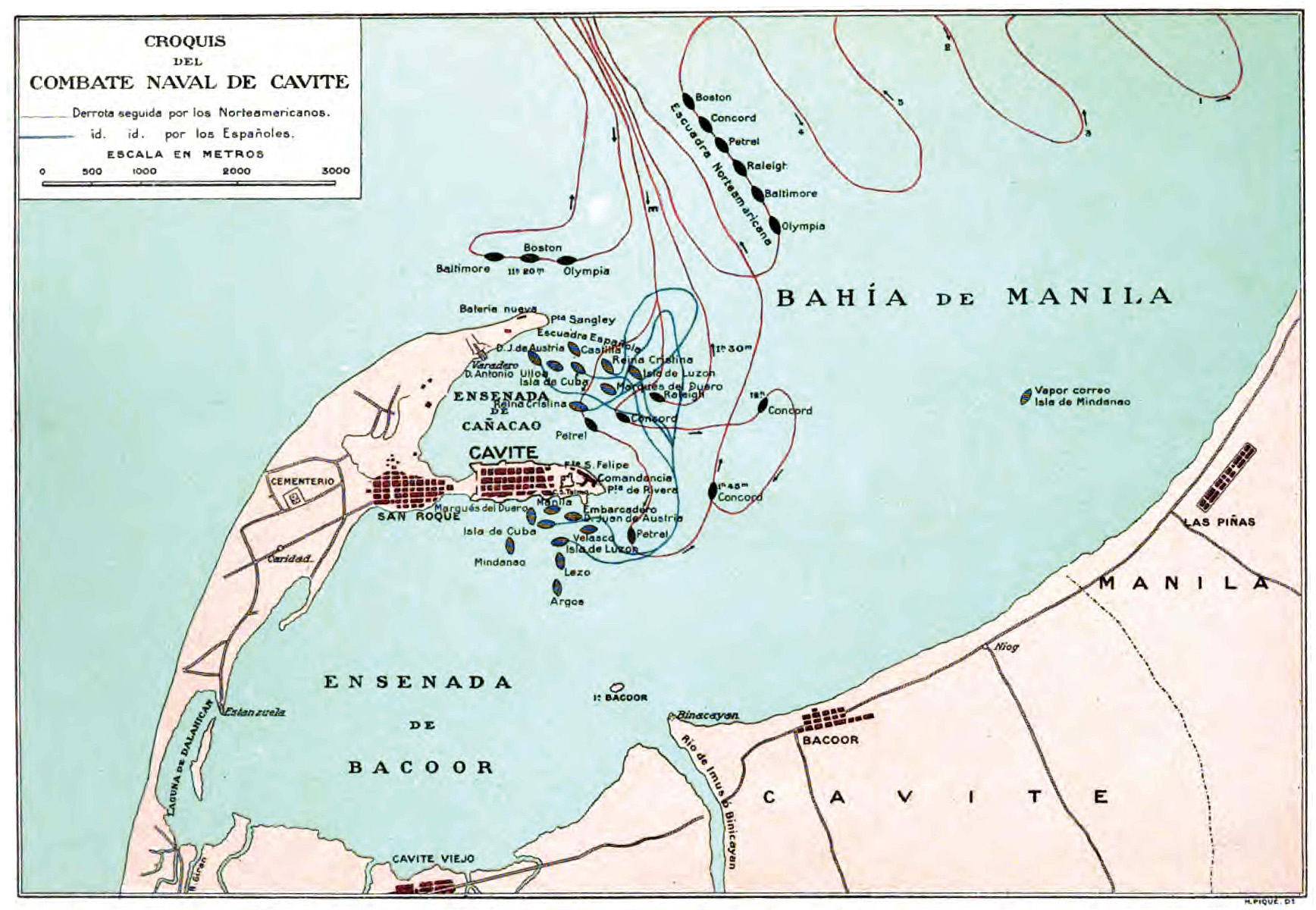
Croquis del combat naval de Cavite.

Dels dos canons de 150 mm que defensaven l'arsenal de Cavite, només un va poder fer foc durant el combat, però no va aconseguir fer cap blanc, per disparar com si l'enemic es trobés a vuit quilòmetres, molt per damunt de la seua distància real.

## Conseqüències

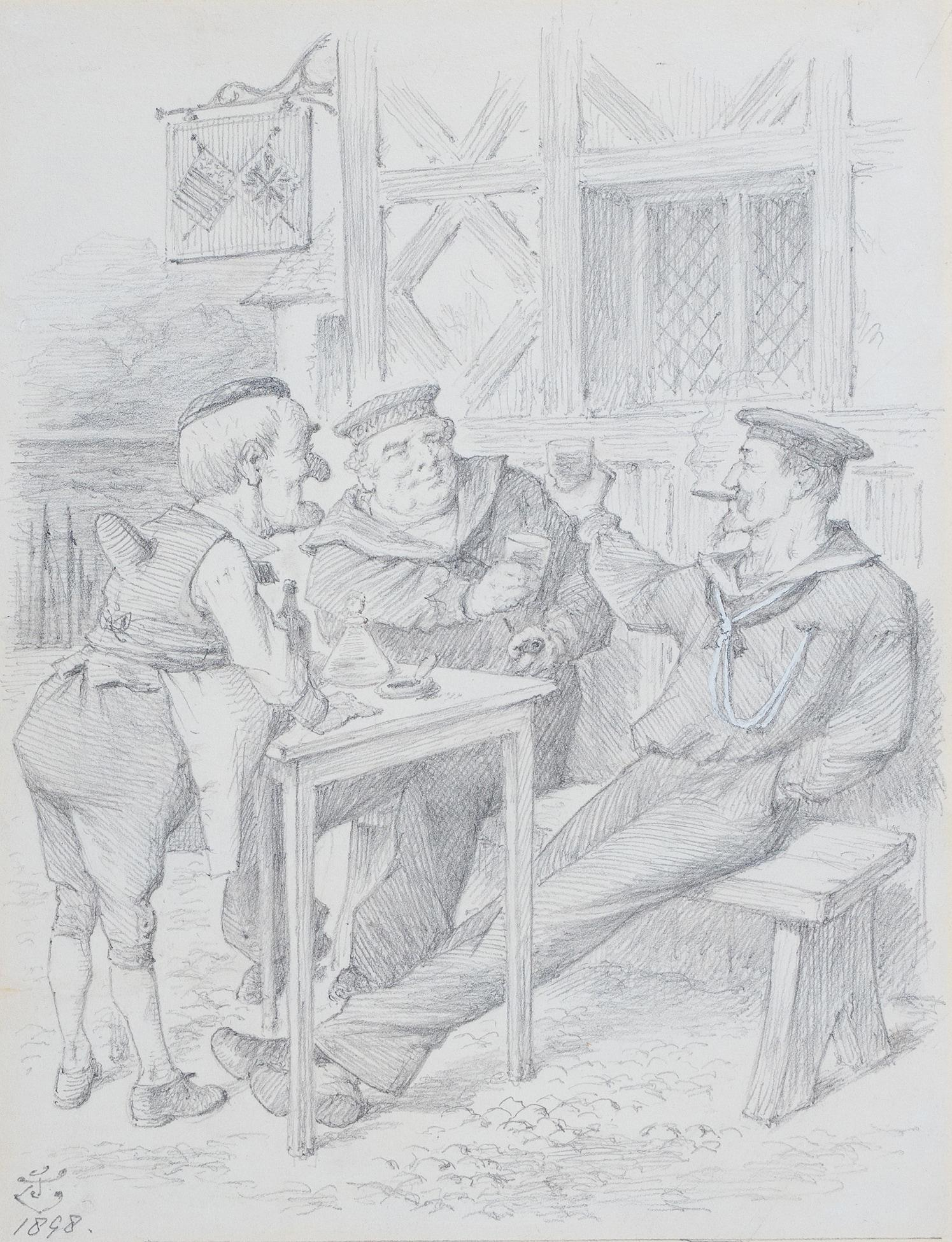
"Mr. Punch i Britannia brindant pels EUA després de la derrota d'Espanya a la batalla de la badia de Manila" (1898), de John Tenniel

Els americans van preferir disparar molt a disparar bé, aconseguint un 1 % d'impactes que van impactar sobretot els dos bucs majors de Montojo. Els espanyols només van aconseguir impactar el Baltimore, que va perdre dos canons per un únic i afortunat tret espanyol, i van causar un modest incendi en el Boston.
Les baixes reconegudes pels americans van ser de 13 homes morts i 38 ferits. Els espanyols van perdre 60 homes en l'esquadra i 17 més en l'arsenal.
Amb aquesta batalla, Dewey va aconseguir el domini de la badia de Manila i això va encoratjar els filipins a revoltar-se contra els espanyols. A Dewey l'ascendiren a Contraalmirall per aquesta victòria. Per haver abandonat la seua esquadra abans d'haver finalitzat el combat, Montojo va ser encausat i expulsat de l'Armada, però fou readmés més tard en la reserva.
Dels bucs espanyols perduts en el combat, els americans van posar en servei els Cuba, Luzon i Austria, que havien patit pocs danys durant el combat, i que van estar en servei a les Filipines durant algunes dècades.
Amb el Tractat de París de 1898, els Estats Units van adquirir Cuba, Filipines, Puerto Rico i Guam. Les restants possessions espanyoles d'ultramar: Illes Mariannes, Carolines i Palaos, incapaces de ser defensades a causa de la seva llunyania i la destrucció de bona part de la flota espanyola, van ser venudes a Alemanya en 1899 per 25 milions de marcs alemanys segons el tractat hispanoalemany.